# Bryum procerum
Bryum procerum är en bladmossart som beskrevs av W. P. Schimper in Bescherelle 1872. Bryum procerum ingår i släktet bryummossor, och familjen Bryaceae. Inga underarter finns listade i Catalogue of Life.